# Philippe Gille
Pour les articles homonymes, voir Gille (homonymie).
Philippe François Émile Gille, né le 18 décembre 1830 dans l'ancien 3e arrondissement de Paris où il est mort le 19 mars 1901 dans le 17e arrondissement,, est un journaliste, librettiste d’opéra français.

## Biographie
Secrétaire du Théâtre Lyrique en 1861, il était un ami intime de Jules Verne ayant fait partie, dans sa jeunesse, du groupe des Onze-sans-femme.
Il tenait une chronique littéraire au Figaro sous le titre « Bataille littéraire ».
Il épousa la fille du compositeur Victor Massé. Leur fils Victor Gille (1884-1964), à qui Franz Liszt aurait donné sa première leçon de piano à l’âge de deux ans, fut élève de Louis Diémer au Conservatoire et plus tard un interprète reconnu de Chopin.
Il travailla aussi avec Eugène Labiche pour des pièces de théâtre comme Garanti dix ans ou Les Trente Millions de Gladiator.
Philippe Gille  fut élu à l’Académie des beaux-arts en 1899.

## Œuvres
- Georges Bizet
  - La Prêtresse
  - Pastel
- Jacques Offenbach
  - Vent du soir (1857)
  - Le Carnaval des revues (1860)
  - Jeanne qui pleure et Jean qui rit (1864)
  - Les Bergers (1865)
  - Pierrette et Jacquot (1876)
  - Le Docteur Ox (1877)
- Léo Delibes
  - Monsieur de Bonne-étoile (1860)
  - Le Serpent à plumes (1864)
  - Jean de Nivelle (1880), avec Edmond Gondinet
  - Lakmé (1883), avec Edmond Gondinet
  - Kassya (1893)
- Jules Costé
  - Les Charbonniers (1877)
- Charles Koechlin
  - Sous-Bois (1897)
- Robert Planquette
  - Rip van Winkle (1882)
- Jules Massenet
  - Manon (1884)
- Charles Lecocq
  - Les Prés Saint-Gervais (1874), avec Victorien Sardou

## Distinctions
- Chevalier de la Légion d'Honneur (décret du 28 janvier 1882 du ministre de l'Instruction publique et des Beaux-Arts). Parrain : le compositeur Victor Massé.
- Officier de la Légion d'Honneur (décret du 29 octobre 1889 du ministre du Commerce). Parrain : le peintre Pierre Puvis de Chavannes.